# Enrique de Gandía
Enrique de Gandía (Buenos Aires, 1 de fevereiro de 1904 - 18 de julho de 2000) foi um historiador argentino, autor de mais de uma centena de livros.
Exerceu a docência, sendo professor do Escola Nacional de Belas Artes (1948), da Universidade de Morón (1960) e da Universidade de Belgrano (1967), havendo sido cofundador destas duas últimas. Também ocupou a cátedra de Ciência Política na Universidade Kennedy (1991). Em 1948 foi diretor do Museu Municipal de Buenos Aires (hoje Museu Histórico de Buenos Aires "Cornelio de Saavedra")
Sua trajetória foi reconhecida com a designação como miembro das academias nacionais de História (1930), Ciências Morais e Políticas (1938), Geografía (1985), e da Academia Nacional de Ciências (1987). Em 1933 participou da fundação do Instituto Nacional Sanmartiniano. Em 1930 foi cofundador do Instituto Paraguaio de Investigações Históricas; esta instituição e o Instituto Histórico e Geográfico do Paraguay o designaram membro honorário.
Recebeu numerosos prêmios e conhecimentos, entre eles o Prêmio Konex 1984, a designação do governo de Portugal como Comendador da Ordem de Enrique o Navegante (1991), doutorados honoris causa da Universidade Nacional de Assunção e da Universidade do País Vasco.

## Obras
A seguinte é uma lista parcial das obras de Gandía publicadas (em espanhol):
- "Historia del Gran Chaco" - 1929.
- "Límites de las gobernaciones sudamericanas en el siglo XVI" - 1933.
- "Los derechos del Paraguay sobre el Chaco Boreal en el siglo XVI" - 1935.
- "Historia de la República Argentina en el Siglo XIX" - 1940.
- "Historia de Cristóbal Colón" - 1942.
- "Buenos Aires colonial" -1957.
- "Bolívar y la libertad" -1959.
- Nicolás Avellaneda: Sus ideas y su tiempo" - 1985.
- "Simón Bolívar: Su pensamiento político" - 1984.
- "Historia de las ideas políticas en la Argentina" - 1988.
- "Nueva historia de América, la libertad y la antilibertad" - 1988.
- "Nueva historia del descubrimiento de América" - 1987.
- "Américo Vespucci y sus cinco viajes al nuevo mundo" - 1990